# Taça São Paulo de 1973
A Taça São Paulo ou Taça Cidade de São Paulo de 1973 foi uma competição organizada pela Federação Paulista de Futebol. A competição teve como campeã a Portuguesa que venceu o Palmeiras na grande final.
O torneio foi disputado para manter os clubes paulistas em atividade já que o campeonato paulista foi paralisado ao fim do primeiro turno para a seleção brasileira excursionar por países da África e Europa. Dos grandes times só o Santos não disputou a competição.
Em 1962 houve uma competição denominada de Taça São Paulo e que foi vencida pelo Corinthians, posteriormente a Federação Paulista de Futebol reconheceu esta como a primeira edição da Copa Paulista.

## Regulamento
A competição foi disputada por 17 clubes, divididos em três grupos: Grupo A (5 clubes), Grupo B (6 clubes) e Grupo C (6 clubes). Todos jogam em turno único em seu grupo. Classificam-se o primeiro colocado de cada grupo mais o segundo colocado do Grupo A. 

## Jogos
Grupo A
24/05 Juventus 1 x 1 São Paulo
26/05 Palmeiras 1 x 0 Corinthians
31/05 Juventus 1 x 0 Corinthians
02/06 São Paulo 0 x 2 Portuguesa
03/06 Palmeiras 0 x 0 Juventus
07/06 Palmeiras 0 x 0 Portuguesa
10/06 Portuguesa 0 x 0 Juventus
10/06 São Paulo 1 x 1 Corinthians
17/06 Portuguesa 1 x 0 Corinthians
17/06 Palmeiras 0 x 0 São Paulo
| P | TIME        | PG | J  | V  | E  | D  | GP | GC | SG |
| - | ----------- | -- | -- | -- | -- | -- | -- | -- | -- |
| 1 | PORTUGUESA  | 06 | 04 | 02 | 02 | 0  | 03 | 0  | 0  |
| 2 | PALMEIRAS   | 05 | 04 | 01 | 03 | 0  | 01 | 0  | 01 |
| 3 | JUVENTUS    | 05 | 04 | 01 | 03 | 0  | 02 | 01 | 01 |
| 4 | SÃO PAULO   | 03 | 04 | 0  | 03 | 01 | 02 | 04 | -2 |
| 5 | CORINTHIANS | 01 | 04 | 0  | 01 | 03 | 01 | 04 | -3 |

Grupo B
26/05 Guarani 6 x 1 Portuguesa Santista
26/05 Paulista 1 x 1 Ponte Preta
26/05 XV de Piracicaba 1 x 0 São Bento
02/06 São Bento 0 x 0 Guarani
02/06 Portuguesa Santista 0 x 0 Paulista
03/06 Ponte Preta 2 x 0 XV de Piracicaba
06/06 XV de Piracicaba 3 x 1 Guarani
06/06 Portuguesa Santista 0 x 1 Ponte Preta
06/06 São Bento 2 x 0 Paulista
10/06 Guarani 4 x 0 Paulista
10/06 XV de Piracicaba 1 x 0 Portuguesa Santista
10/06 São Bento 1 x 1 Ponte Preta
17/06 Ponte Preta 2 x 1 Guarani
17/06 Portuguesa Santista 1 x 2 São Bento
17/06 Paulista 0 x 0 XV de Piracicaba
| P | TIME                | PG | J  | V  | E  | D  | GP | GC | SG |
| - | ------------------- | -- | -- | -- | -- | -- | -- | -- | -- |
| 1 | PONTE PRETA         | 08 | 05 | 03 | 02 | 0  | 07 | 03 | 04 |
| 2 | XV DE PIRACICABA    | 07 | 05 | 03 | 01 | 01 | 05 | 03 | 02 |
| 3 | SÃO BENTO           | 06 | 05 | 02 | 02 | 01 | 05 | 03 | 02 |
| 4 | GUARANI             | 05 | 05 | 02 | 01 | 02 | 12 | 06 | 06 |
| 5 | PAULISTA            | 03 | 05 | 0  | 03 | 02 | 01 | 07 | -6 |
| 6 | PORTUGUESA SANTISTA | 01 | 05 | 0  | 01 | 04 | 02 | 10 | -8 |

Grupo C
26/05 Botafogo 3 x 0 Marília
26/05 América 1 x 1 Comercial
26/05 Noroeste 0 x 0 Ferroviária
30/05 Marília 2 x 0 Comercial
30/05 Noroeste 2 x 1 Botafogo
30/05 Ferroviária 3 x 1 América
02/06 Comercial 3 x 0 Noroeste
02/06 Ferroviária 1 x 0 Botafogo
02/06 Marília 3 x 2 América
10/06 Botafogo 1 x 1 América
10/06 Ferroviária 2 x 1 Comercial
10/06 Noroeste 1 x 0 Marília 
17/06 Marília 0 x 0 Ferroviária
17/06 América 5 x 1 Noroeste
17/06 Comercial 1 x 1 Botafogo
| P | TIME        | PG | J  | V  | E  | D  | GP | GC | SG |
| - | ----------- | -- | -- | -- | -- | -- | -- | -- | -- |
| 1 | FERROVIÁRIA | 08 | 05 | 03 | 02 | 0  | 06 | 02 | 04 |
| 2 | MARÍLIA     | 05 | 05 | 02 | 01 | 02 | 05 | 06 | -1 |
| 3 | NOROESTE    | 05 | 05 | 02 | 01 | 02 | 04 | 09 | -5 |
| 4 | COMERCIAL   | 04 | 05 | 01 | 02 | 02 | 06 | 06 | 0  |
| 5 | BOTAFOGO    | 04 | 05 | 01 | 02 | 02 | 06 | 05 | 01 |
| 6 | AMÉRICA     | 04 | 05 | 01 | 02 | 02 | 10 | 09 | 01 |

SEMI FINAL
20/06 Palmeiras 2 x 1 Ponte Preta
21/06 Portuguesa 1 x 0 Ferroviária
24/06 Ponte Preta 0 x 1 Palmeiras
24/06 Ferroviária 0 x 1 Portuguesa
Final
01/07 Portuguesa 3 x 0 Palmeiras